# メガコンペティション
メガコンペティションとは経済学用語の一つ。世界各国の企業が国境を超えた上で競争するようになった状態を言う。
1990年代のソビエト連邦の崩壊の頃から多くの国が国際競争に参入してからこのようなメガコンペティションと呼べるような状態へとなっていき、近年にはアジアやラテンアメリカの各国までもが競争に参加して激しくなっている。自由主義経済の拡大やITの発展や経済のボーダレス化もメガコンペティションを増大させている要素となっている。